# Cantón de Bayona-1
El cantón de Bayona-1 (cantón n.º 4, Bayonne-1 en francés) es una división administrativa francesa del departamento de los Pirineos Atlánticos creado por Decreto n.º 2014-148, artículo 5º, del 25 de febrero de 2014, y modificación posterior por Decreto 2014-351, artículo n.º 13, del 19 de marzo de 2014, y que entró en vigor el 22 de marzo de 2015, con las primeras elecciones departamentales posteriores a la publicación de dicho decreto.

## Historia
Con la aplicación de dicho Decreto, los cantones de Pirineos Atlánticos pasaron de 52 a 27.

## Composición
El cantón de Bayona-1 está formada 1º, por la parte de la comuna de Bayona situada al norte de una línea definida por el eje de vías y límites siguientes: desde el límite territorial de la comuna de Anglet, pasando por el bulevar de Aritxague, rotonda de Les Pontots, avenida de Marcel Dassault, avenida del Mariscal Soult, avenida de Allées Paulmy, por su lado derecho hasta el río Adour, río Adour, hasta el límite territorial de la comuna de Anglet y 2° por la parte de la comuna de Anglet no comprendida en el cantón de Anglet.
La capital (Bureau centralisateur) está en Bayona.
En 2012, la población total del nuevo cantón era de 23585 habitantes.